# Rodrigo de Quiroga
Rodrigo de Quiroga López de Ulloa (San Juan de Boime, 1512 circa – Santiago del Cile, 20 febbraio 1580) è stato un generale e conquistador spagnolo di origini galiziane. Fu per due volte Governatore Reale del Cile.

## Gioventù
Era il figlio di Hernado Camba de Quiroga e di María López de Ulloa. Nel 1535 viaggiò in Perù partecipando all'esplorazione del Gran Chaco con Diego de Rojas. L'anno successivo accompagnò un gruppo guidato dal conquistador Francisco de Aguirre verso il Cile. Questa spedizione si incontrò con Pedro de Valdivia ad Atacama.

## In Cile
Quiroga partecipò alle azioni militari che portarono alla conquista del Cile, durante la prima parte della guerra di Arauco, diventando uno dei più importanti capitani del distretto. A partire dal 1548 ricoprì numerosi importanti incarichi amministrativi a Santiago. Per tre volte fu sindaco.
Sposò Inés de Suárez, la famosa signora di Pedro de Valdivia, quando il viceré del Perù del tempo ordinò a Valdivia di porre fine alla sua scandalosa relazione o di affrontare la scomunica.
Alla morte di Valdivia per mano dei Mapuche nella battaglia di Tucapel, i cittadini del Cile meridionale seguirono le volontà scritte nel suo testamento prendendo Francisco de Villagra come loro capo. A Santiago, il cabildo in carica ignorò la cosa proclamando Quiroga nuovo governatore. Fu per questo che per un certo periodo vi furono due governatori in Cile: Villagra a sud e Quiroga a nord. La situazione si risolse al ritorno di Villagra dalla zona meridionale, dove proseguiva la guerra, per reclamare il proprio titolo. Il cabildo gli concesse i poteri, obbligando Quiroga a cederli, cosa che Quiroga fece a malincuore.
Nel 1565 il viceré Lope García de Castro mandò rinforzi dal Perù sotto la guida del generale Jerónimo de Castilla. Castilla aveva l'ordine di arrestare Pedro de Villagra (zio di Francisco che era diventato governatore quando era protetto dal precedente viceré), e mettere al suo posto Quiroga. Villagra capì di essere troppo debole per difendere la sua posizione, e lasciò l'incarico a Quiroga spostandosi in Perù.

### Primo governo

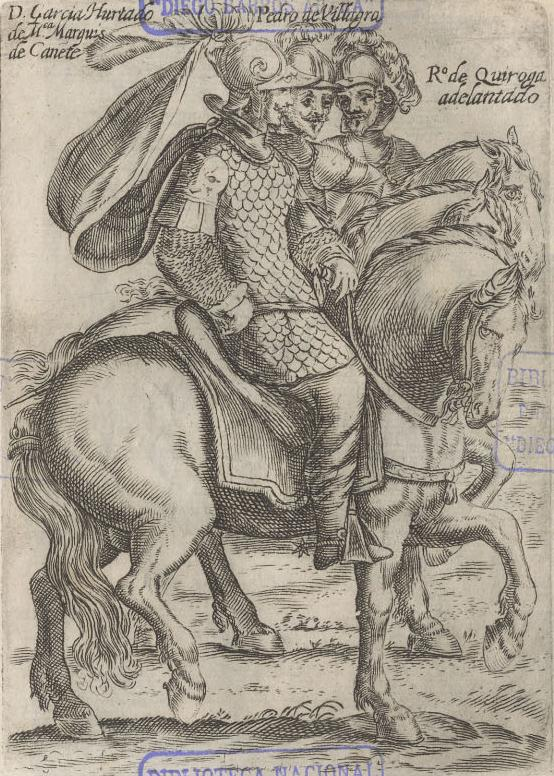
Incisione di Alonso de Ovalle del 1646, raffigurante García Hurtado de Mendoza, Pedro de Villagra e Rodrigo de Quiroga

Il primo governo (non contando la breve esperienza precedente, mai legata ad effettivi poteri) durò fino al 1567. Fu segnato da continui scontri con gli indiani, che spesso si risolvevano con vittorie. Quiroga lanciò una nuova campagna organizzata da Lorenzo Bernal del Mercado. Egli costruì una fortezza a Lebu, Quiapo, ricostruì Cañete e ripopolò Arauco nel 1566. Portò avanti la conquista dell'isola di Chiloé, mandando il proprio tenente governatore Martín Ruiz de Gamboa a fondarvi la città di Castro, e sottomettendo i suoi abitanti, i miti Cunco.
Nonostante questi trionfi, il tribunale non ne riconobbe la forza e, tornato nella capitale, scoprì che la Audiencia Reale del Cile lo aveva sostituito. Per un certo tempo si ritirò dalla vita politica, dedicandosi agli affari.

### Secondo governo
Nel 1575, come risultato di una discussione tra Audiencia Reale e governatore del tempo, Melchor Bravo de Saravia, fu chiamato una seconda volta a prendersi in carica il Regno del Cile. Fu nominato ufficialmente lo stesso anno di fronte al cabildo. Il secondo mandato di Quiroga fu più turbolento del primo. Oltre alla guerra di Arauco che proseguiva, vi furono le incursioni dei pirati, due terremoti (nel 1575) ed una lite con il vescovo di San Miguel sulle nomine alle cariche ecclesiastiche e sulla riduzione del reddito dei chierici, il che gli valse anche il pericolo di una scomunica.
La Spagna promise di inviare 500 uomini per concludere la guerra, ma solo 300 giunsero a destinazione. Inoltre, questi pochi uomini erano molto meno forti di quanto si sperava, ed erano quasi completamente disarmati. Nonostante queste difficoltà e la sua malattia (dovette farsi portare su una sedia al campo di battaglia), Quiroga lanciò una nuova offensiva contro i Mapuche, stavolta guidati dal toqui meticcio Alonso Díaz.
La campagna ebbe relativamente successo, il che permise a Quiroga di affrontare una nuova minaccia, l'apparizione di Francis Drake al largo delle coste del Cile. Drake riuscì a saccheggiare il porto di Valparaíso, ma quando tentò l'assalto a La Serena trovò la resistenza armata degli abitanti, e fu respinto.

### Terremoto di Valdivia
Il 16 dicembre 1575 un terremoto colpì il Cile meridionale, distruggendo le città di La Imperial, Villarrica, Osorno, Castro e soprattutto Valdivia, dove la scossa provocò uno smottamento che ruppe il sistema di drenaggio del lago Riñihue. L'acqua si accumulò fino a distruggere la diga naturale, portando ad un'alluvione.

## Vecchiaia
La grave malattia di Quiroga gli impedì di continuare a dirigere la guerra, e quindi decise di lasciare l'incarico al genero Martín Ruiz de Gamboa. Bloccato a letto dal dolore, nei suoi ultimi giorni si dedicò alla religione, circondato da monaci ai cui monasteri aveva concesso numerosi benefici. Morì il 25 febbraio 1580. La moglie, Inés de Suárez, morì nello stesso anno.